# Río Alibek
El río Alibek (en ruso: Алибе́к) es un río del Gran Cáucaso en el distrito de Karacháyevsk de la república de Karacháyevo-Cherkesia del sur de Rusia, junto a la frontera con Georgia/Abjasia. Es un afluente del Amanauz, componente del Teberdá que desemboca en el río Kubán.

## Curso

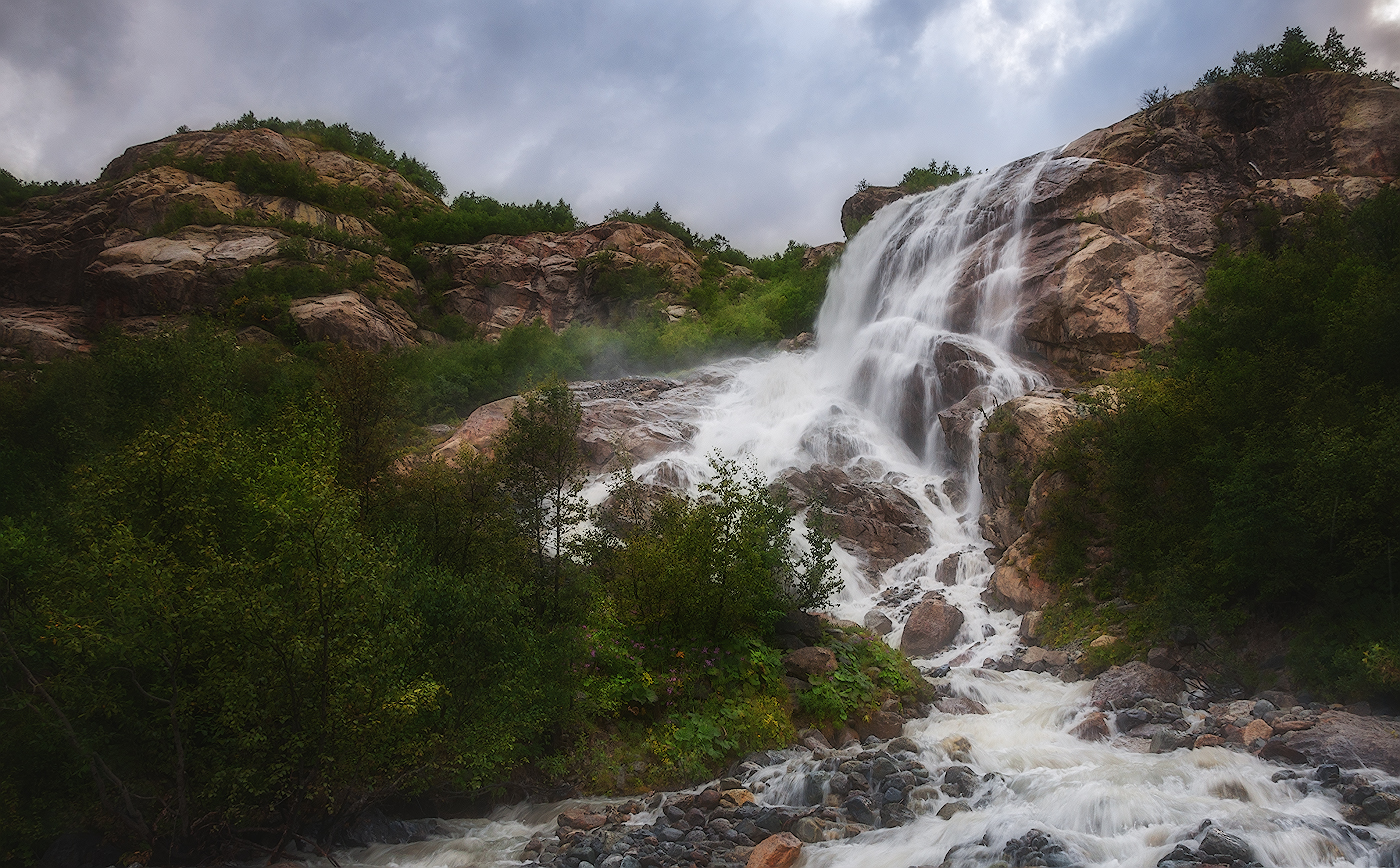
Cascada de Alibek.

El río nace en unos pequeños lagos de la vertiente occidental del pico Sulajat (3409 m), junto al paso de Alibek. Su curso, de 8.5 km de longitud, discurre en dirección sudeste primero ladera abajo y más tarde por un encajonado valle en el que se forman la cascada de Alibek, de interés turístico, hasta llegar a la orilla izquierda del río Amanauz en Dombái. En su curso medio, recibe por la izquierda al Alibechka. Su cuenca cubre 60.4 km2.